# Chinesisches Haus
Het Chinesisches Haus is een theepaviljoen gelegen in het park bij het paleis Sanssouci in Potsdam, de hoofdstad van de Duitse deelstaat Brandenburg. Het paviljoen is gebouwd in opdracht van de Pruisische koning Frederik de Grote tussen 1755 en 1764. De bouw van dit paviljoen viel daarmee in de periode van de Chinoiserie, waarin er in Europa een vergrote aandacht was voor China en de Chinese kunst.
Tegenwoordig is er een verzameling porselein te vinden.
Dit object is onderdeel van het ensemble paleizen en parken van Potsdam en Berlijn dat in 1990, 1992 en 1999 in drie fasen op de werelderfgoedlijst van de UNESCO is geplaatst. Andere items ervan zijn:
De Russische kolonie Alexandrowka · 
De Antieke Tempel · 
Het Slot Babelsberg · 
Het Babelsbergpark · 
De Belvédère op de Pfingstberg · 
 De Belvédère van Sanssouci · 
De Bildergalerie · 
Slot Cecilienhof · 
Slot Charlottenhof · 
Het Chinese theehuis · 
 Het Drakenhuis · 
Het Glienickepark · 
Het Jachtslot Glienicke · 
Het Slot Glienicke · 
 Het keizerlijk station van Potsdam · 
Het Marmerpaleis · 
De Neptunusgrotte · 
Het Nieuwe paleis · 
De Nieuwe Tuin · 
De Nieuwe Vertrekken · 
De blokhut Nikolskoë · 
Het Oranjerieslot · 
Het Pauweneiland · 
De Sint-Petrus-en-Pauluskerk van Nikolskoë · 
De Pomonatempel · 
De Romeinse baden · 
Slot Sanssouci · 
Slot Sacrow · 
 De Verlosserkerk van Sacrow · 
De Vredeskerk · 
De vriendschapstempel
- Marburg Picture Index: 20243952
- Gemeinsame Normdatei: 4331548-3
- Library of Congress Control Number: sh96009026
- Nationale Bibliotheek van Israël: 987007291439405171